# Бен, Эмиль
Эми́ль Жан Бати́ст Фили́пп Бен (фр. Émile Jean Baptiste Philippe Bin; 1825, Париж — 1897) — французский художник.

## Биография
Эмиль Жан Батист Филипп Бен родился в Париже в 1825 году. Его отцом был художник Франсуа Бен (ок. 1791—1849), у которого он получил первые уроки. В возрасте от двенадцати до пятнадцати лет он учился у своего дяди, художника Николя Госса. Затем некоторое время учился у Леона Конье. Поступил в парижскую Академию изящных искусств в 1842 году. Дебютировал в 1845 году как портретист. В дальнейшем был более известен живописью на мифологические сюжеты, особенно полотнами «Геркулес» (1866) и «Прометей» (1869). Расписывал большой зал Политехнического института в Цюрихе (1865—1870, в содружестве с архитектором Готфридом Земпером), театр в Реймсе и др.
Учениками Бена были Шарль Леандр и Поль Синьяк.

## Галерея

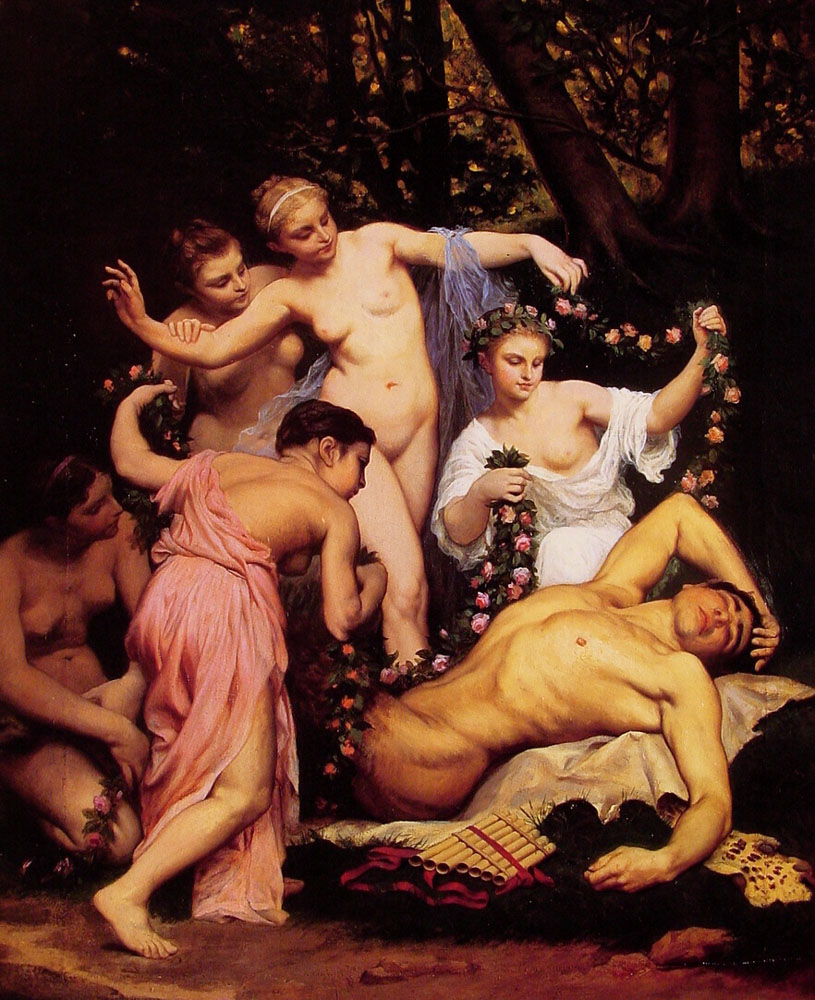
Сон Пана (1870).
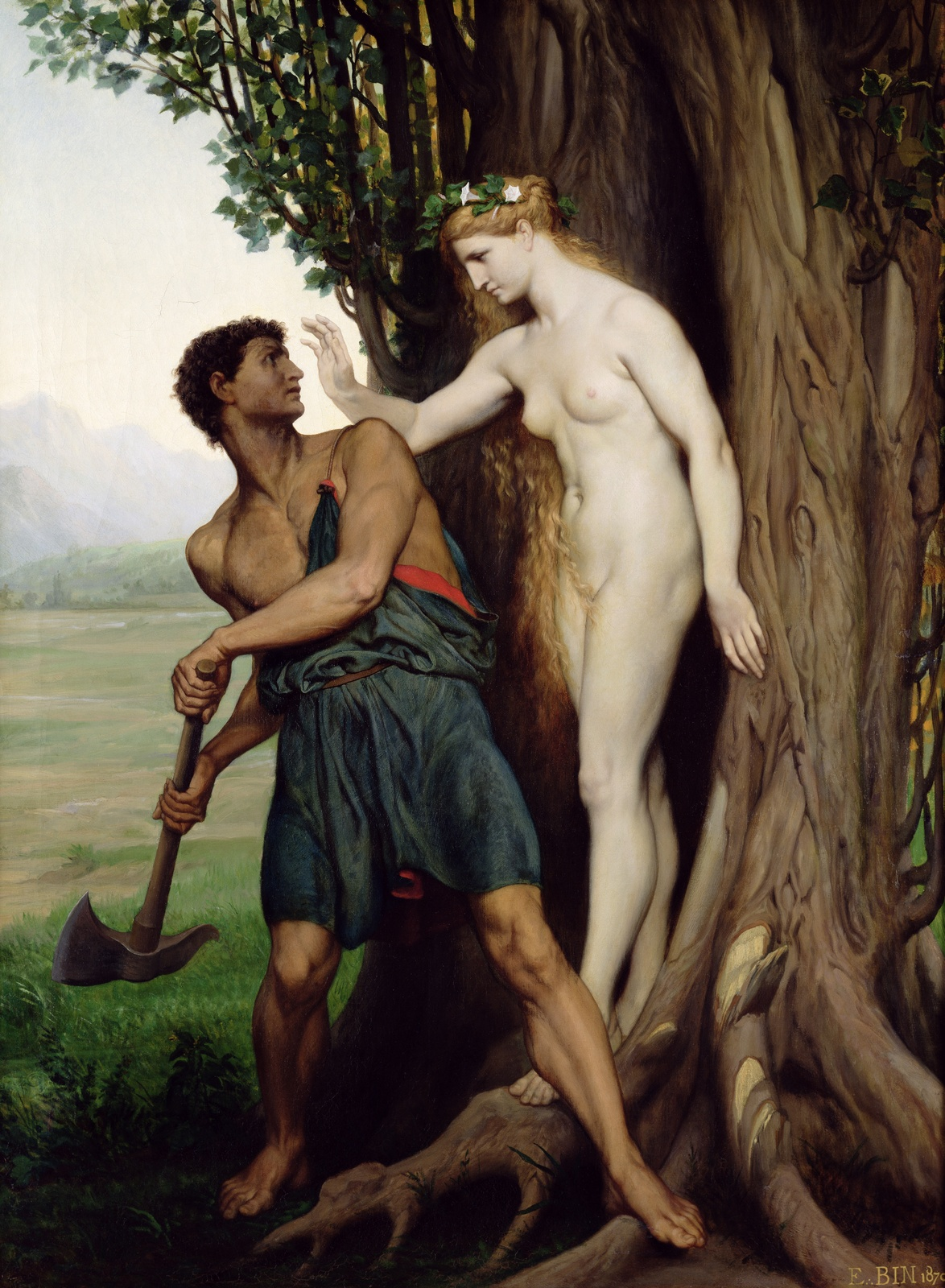
Гамадриада (1870).
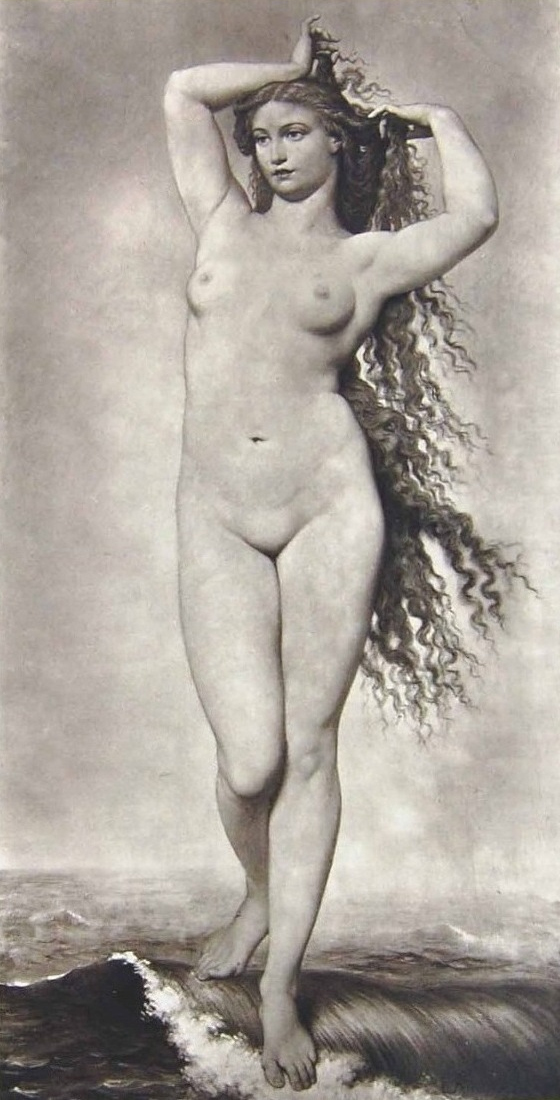
Венера-Астарта (1874).
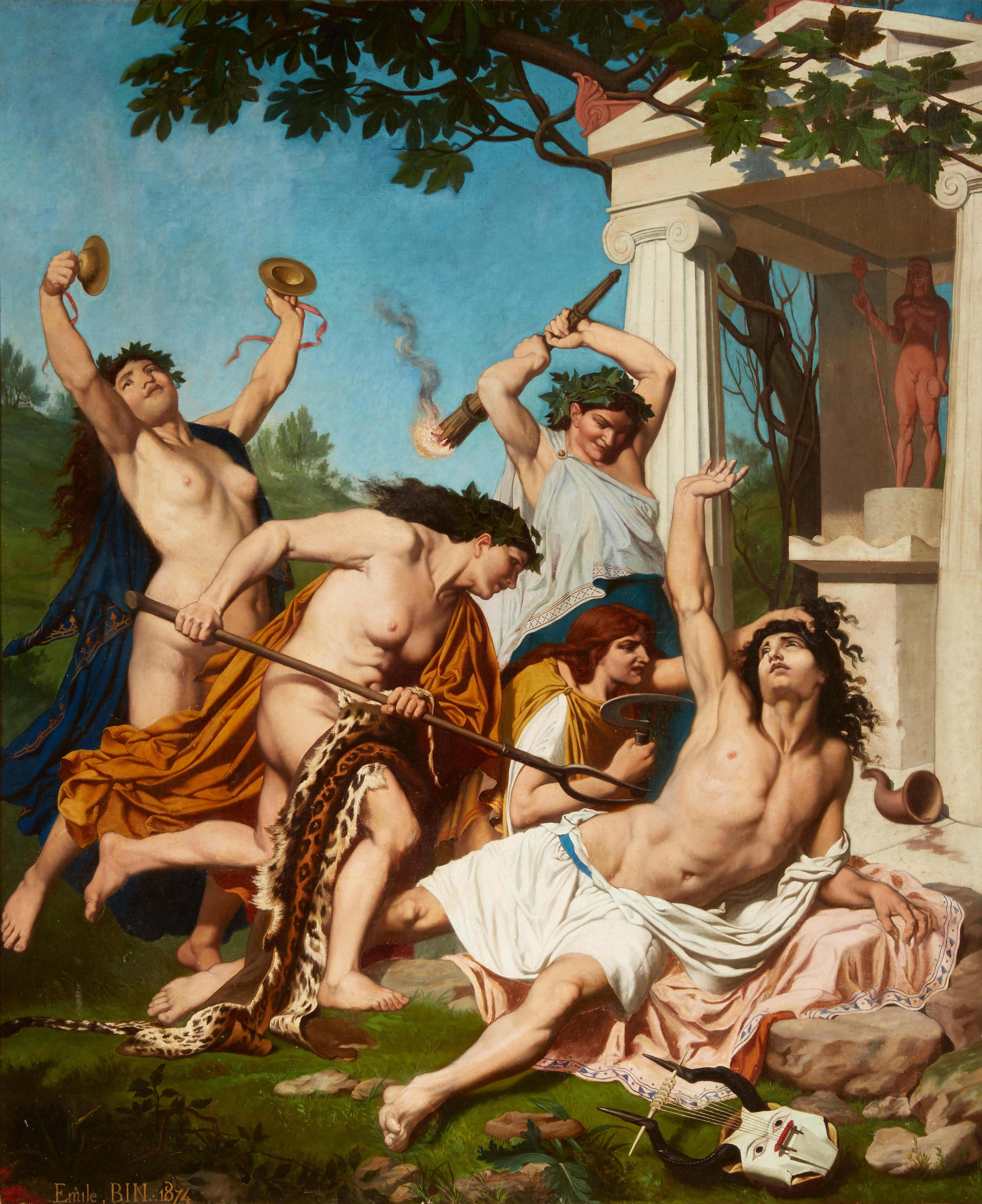
Смерть Орфея (1874).
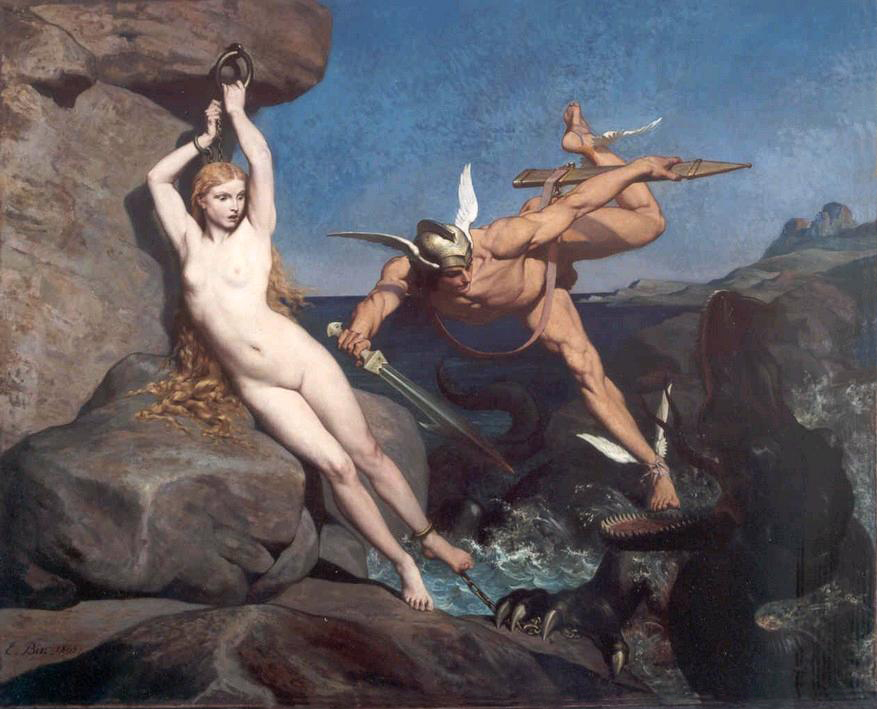
Персей освобождает Андромеду (1865).
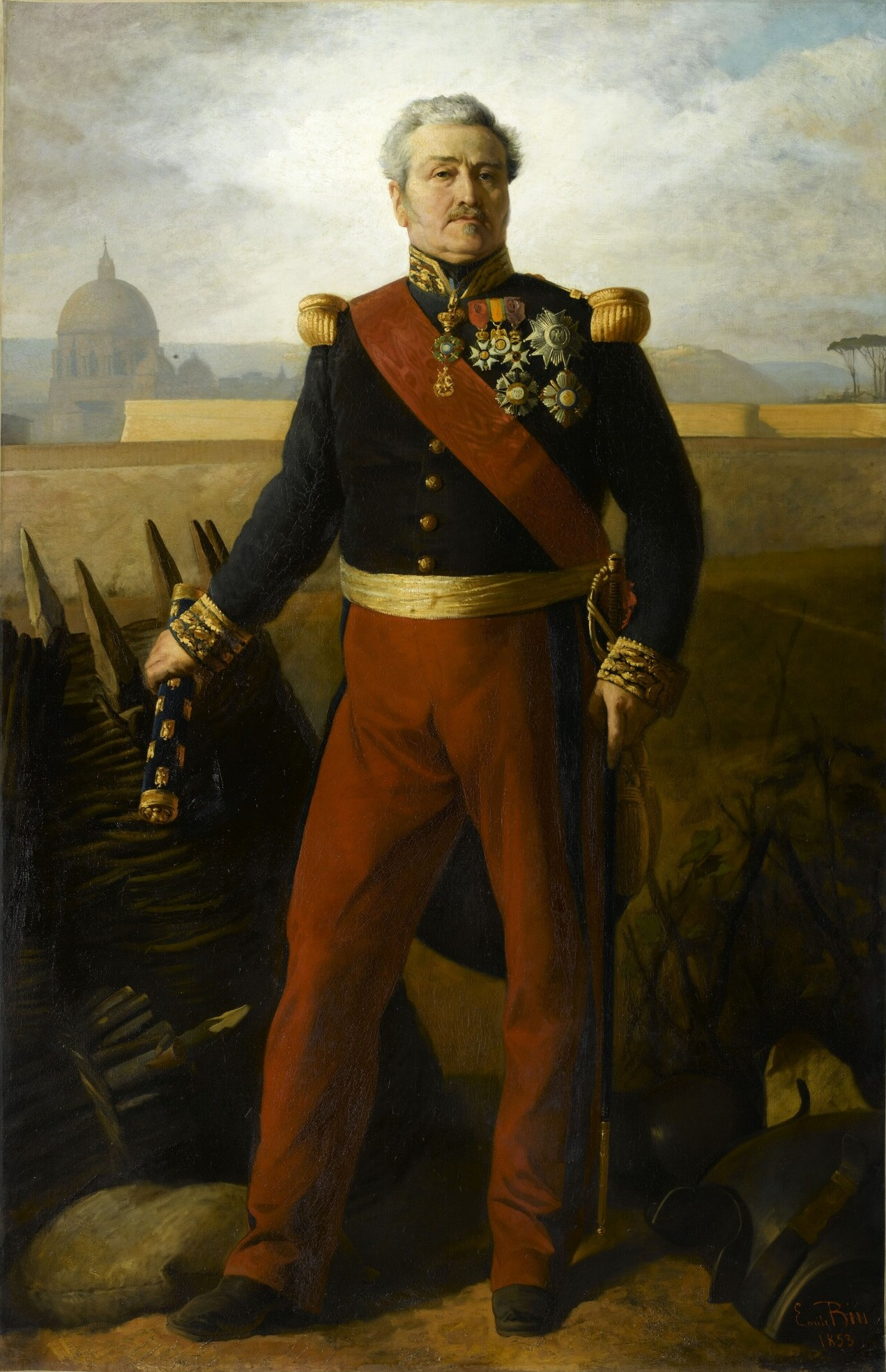
Портрет маршала Франции Жана Батиста Филибера Вальяна (1853).